# Kachua (Khulna)
Kachua è un sottodistretto (upazila) del Bangladesh situato nel distretto di Bagerhat, divisione di Khulna. Si estende su una superficie di 131,62 km² e conta una popolazione di  97.011 abitanti (dato censimento 1991).